# Rilchingen-Hanweiler
Rilchingen-Hanweiler (eigentlich Hanweiler Bad Rilchingen) ist ein Ortsteil der saarländischen Gemeinde Kleinblittersdorf im Regionalverband Saarbrücken. Bis Ende 1973 war Rilchingen-Hanweiler eine eigenständige Gemeinde.

## Geographie
Der Ort liegt an der Oberen Saar. Die Ortsgrenzen im Südosten, Süden und Westen werden durch die Flüsse Blies und Saar gebildet, die zugleich Staatsgrenze zu Frankreich sind.
Der Ort hat eine Gemarkungsfläche von 311 ha (davon 20,5 ha Wald, 120 ha Ackerland und 25 ha Industrie- und Gewerbefläche).

## Geschichte
Schon zur Zeit der Kelten, Römer und Germanen war das Gebiet besiedelt, was durch entsprechende Funde belegt ist. Bereits zur Römerzeit führte eine Straße, die die Blies nahe ihrer Mündung überquerte, von Straßburg entlang der Saar nach Trier.
Aus dem Jahre 1246 stammt die erste Urkunde über Hanweiler. In ihr wird die Zugehörigkeit zu Wölferdingen dokumentiert, das seinerseits Besitz der Abtei Tholey war. Erst im Jahre 1534 wird Rilchingen urkundlich zum ersten Mal belegt. Ein Weistum des „Hoffs St. Welfert“ führt es namentlich auf. 1661 verkauften die Herren von Helmstatt Wölferdingen an die Herren von der Leyen.
1781 wurden Rilchingen und Hanweiler von Wölferdingen getrennt. Während Wölferdingen und Wustweiler durch einen Gebietstausch unter französische Herrschaft kamen, verblieben Rilchingen und Hanweiler im Besitz der Grafen von der Leyen, die dort bis zur Französischen Revolution die Herrschaft ausübten. Danach gehörte der Saar-Blies-Zipfel zum französischen Saar-Departement, ab 1815 nach dem 2. Pariser Frieden zum Königreich Preußen, durch den Versailler Vertrag von 1920 wurde er dem Saargebiet zugeschlagen, nach der Volksabstimmung des Jahres 1935 gehörte er zum Deutschen Reich, in den Jahren 1945 bis 1947 zur französischen Besatzungszone, anschließend zum Saarland unter der Regierung Johannes Hoffmann und seit dem 1. Januar 1957 zum Bundesland Saarland in der Bundesrepublik Deutschland.
Am 1. Januar 1974 wurde Rilchingen-Hanweiler in die Gemeinde Kleinblittersdorf eingegliedert.

## Bevölkerung
Die Bevölkerung von Rilchingen-Hanweiler hat in der Mehrzahl katholische oder protestantische Glaubenszugehörigkeit. Die Katholische Pfarrkirche St. Walfridus wurde im Jahre 1884 als Nachfolgebauwerk für eine erste Kirche aus dem Jahre 1800, die heute als Friedhofskapelle genutzt wird, errichtet. Die Evangelische Erlöserkirche wurde 1934 erbaut.

## Marianne von der Leyen

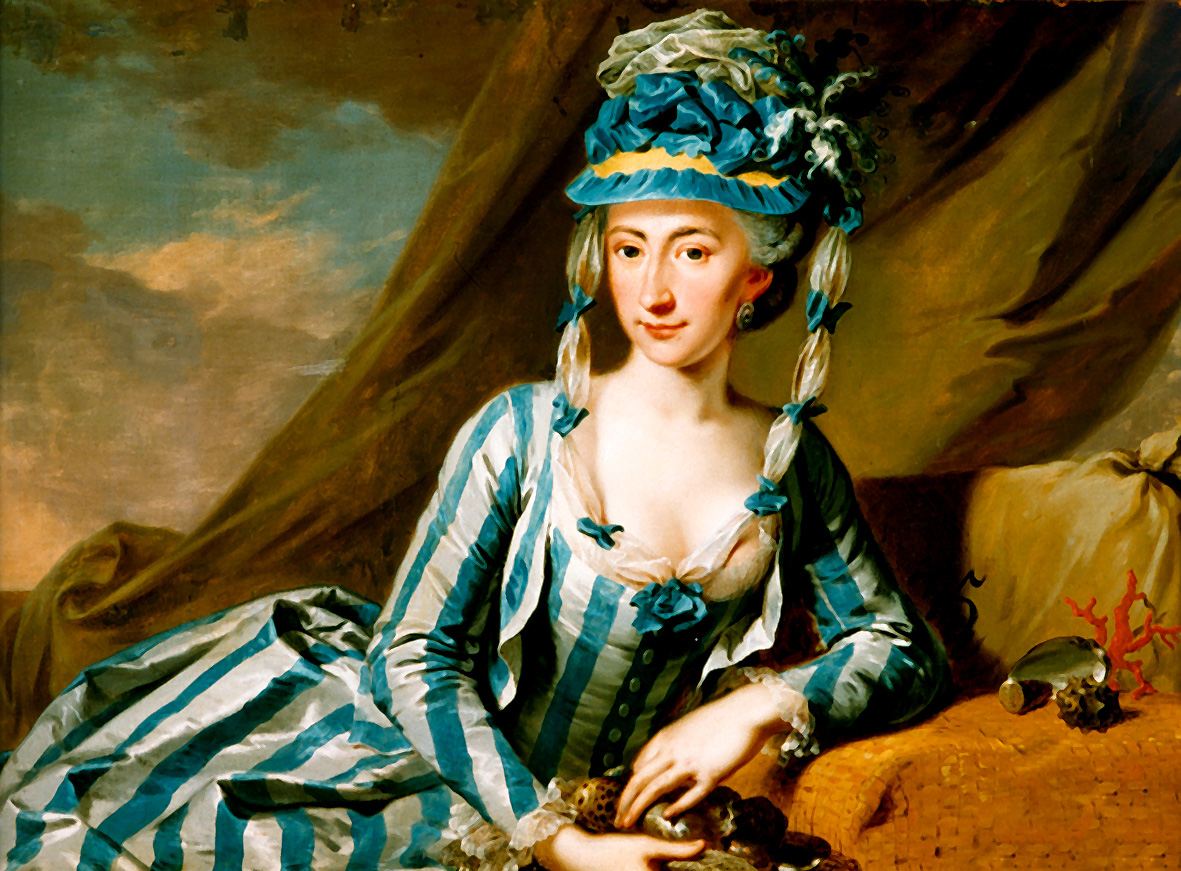
Marianne von der Leyen: Gemälde (unbekannter Maler, um 1770)

In die Herrschaftszeit der Grafen von der Leyen geht die Erschließung einer Salzwasserquelle, der Augusta-Quelle, zurück. Gräfin Marianne von der Leyen betrieb mit dem Salzwasser einen Salinenbetrieb zur Kochsalzherstellung. Dieser bestand aus einem großen Gradierwerk und Sudpfannen. Die Wirren der französischen Revolution beendeten dieses Tun. Die Zerstörungswut der Revolutionstruppen vernichtete die Anlagen und auch ein gerade fertiggestelltes Schlösschen der Gräfin. Reste von Mauern wurden im April 2008 gefunden, als beim ehemaligen Eisenbahnerhaus in Zusammenhang mit Maßnahmen zur Trockenlegung des Kellermauerwerks um das Gebäude Aushub vorgenommen wurde. Die gefundene alte Mauersubstanz und die Kellermauerwerkssubstanz lassen den Schluss zu, dass der Keller des bestehenden Gebäudes zu großem Teil unter Verwendung alten Mauerwerks des Schlosses errichtet wurde. Das Schloss selbst hatte aber nach Westen und Norden sich ausdehnende Abmessungen. An der alten Mauerwerkssubstanz waren auch noch Putzschichten vorhanden. Leider bleibt wohl wegen fehlender Mittel bei der Bodendenkmalpflege die restliche Ausdehnung des Gebäudes ein Geheimnis.

## Bad Rilchingen
1841 eröffnete der Arzt Kirbs unter Verwendung der heilsamen Sole einen Kurbadbetrieb. Anfänglich war dieses Unternehmen mit Erfolg gekrönt. Nach seinem Tod jedoch geriet der Badebetrieb zunehmend in wirtschaftliche Schwierigkeiten, wechselte mehrfach den Besitzer und wurde schließlich ganz eingestellt.
Im Jahre 1917 erwarb der Orden der Barmherzigen Brüder aus Trier den Gebäudekomplex, renovierte erweiterte und erneuerte ihn in der Folgezeit (zuletzt 1983) und bietet heute älteren Menschen Unterkunft und Pflege. Bis vor wenigen Jahren wurde die Sole zur Bäder- und Inhalationsbehandlung angewendet.
Seit dem Jahre 1988 sind Bestrebungen zur Wiederbelebung der Badetradition im Gange, im Juni 1990 fand eine Bohrung nach Thermalwasser ihren erfolgreichen Abschluss.
Am 2. September 2012 wurde das Thermalbad Saarland-Therme eröffnet.

## Infrastruktur
Im Jahr 1922 wurde die Gesundbrunnen Bad Rilchingen GmbH gegründet, um das Wasser der Augustaquelle abzufüllen und in den Verkauf zu bringen. Bis Mitte der 50er Jahre wurde das Heilwasser der Augustaquelle verkauft. 1935 wurde aufgrund einer neuen Mineralwasserverordnung eine neue Quelle, die Amandusquelle, gebohrt, aus der der Rilchinger Sprudel entnommen wird. Seit 1988 wird aus einer zusätzlichen Bohrung, der Mariannenquelle, ein natriumarmes Wasser gewonnen. Die Firma Gesundbrunnen füllt heute lediglich ab, die Vermarktung erfolgt über die Karlsberg Brauerei.
Für die Grundschulausbildung der Kinder wurde 1951 das Schulgebäude errichtet. Das in den 60er Jahren ausgebaute Sport- und Kulturzentrum mit Mehrzweckhalle, Sportanlagen, Feuerwehrstützpunkt und Kindergarten ist Mittelpunkt des Gemeindelebens.
Im gleichen Zeitraum siedelte sich eine Vielzahl von größeren Betrieben auf einem neu erschlossenen Industriegebiet an.

## Vereine
Eine Vielzahl von Vereinen tragen das Ortsgeschehen und bieten Aktivitäten für die Freizeit an (in Klammer das Gründungsjahr):
Angelsportverein (1982), Billardclub (1953), Saar-Wind-Orchester (1952), Deutsches Rotes Kreuz (1948), Katholische Frauengemeinschaft (1879), Freiwillige Feuerwehr (1898), Katholischer Kirchenchor (1864), Obst- und Gartenbauverein (1927), Petanque-Club (1985), Sportverein (1919), Tennisclub (1973).

## Verkehr
Seit dem Jahre 1870 besteht zur heutigen Landeshauptstadt Saarbrücken sowie nach Frankreich eine Verbindung über die Bahnstrecke Saarbrücken–Sarreguemines, die seit dem Jahre 1997 auch von der Saarbahn genutzt wird. Die B 51 bindet diese Ziele auf dem Straßenweg an, zusätzlich erschließt eine Landstraße den Bliesgau.